# Norman Gobbi

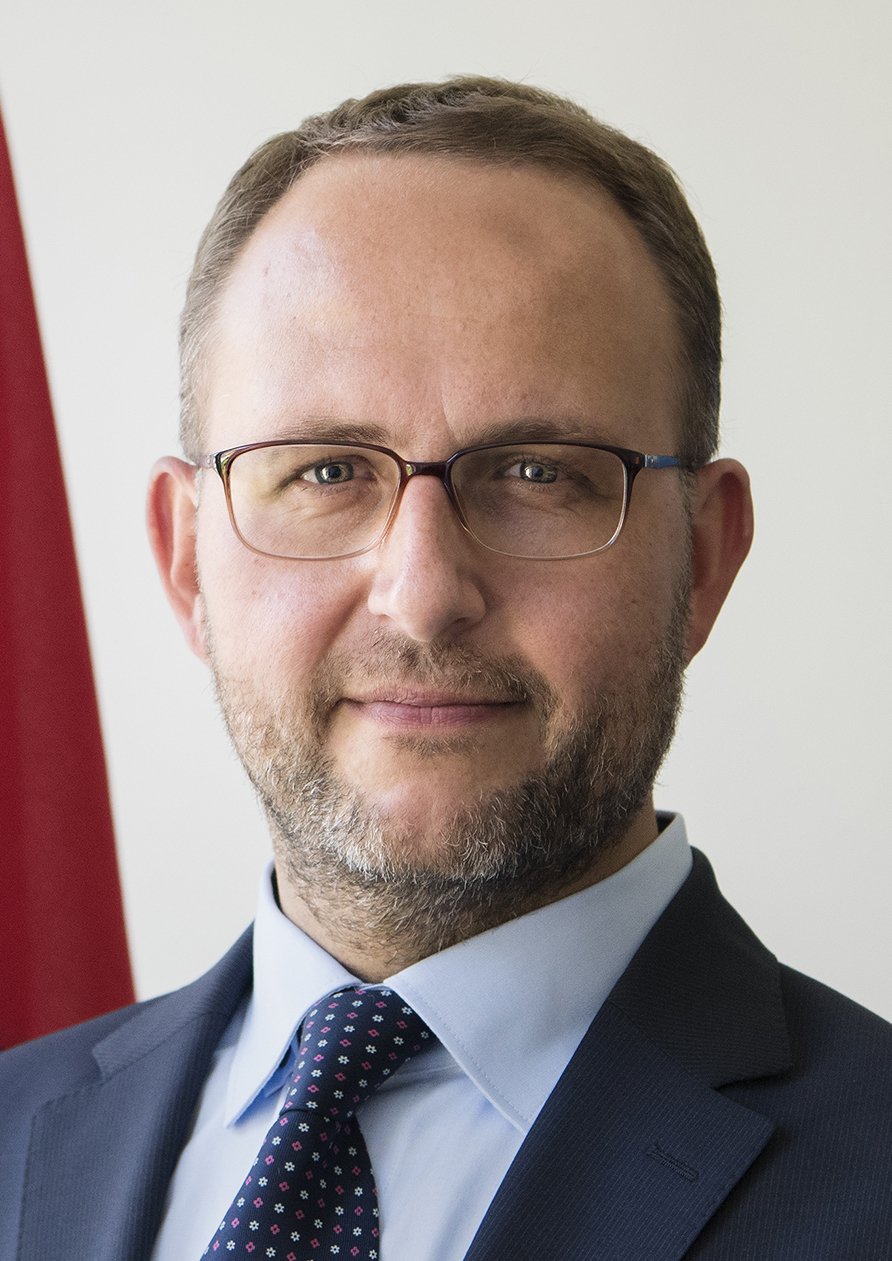
Norman Gobbi, Consigliere di Stato (2017)

Norman Gobbi (* 23. März 1977 in Faido) ist ein Schweizer Politiker (Lega).

## Leben
Der in Kommunikationswissenschaften und Marketing diplomierte Gobbi wurde im Jahr 1996 Mitglied der Gemeindelegislative seines Bürgerortes Quinto. Im Jahr 1999 wurde er in den Grossen Rat des Kantons Tessin gewählt, den er ab Mai 2008 für ein Jahr präsidierte. Am 1. März 2010 rückte er für den zurücktretenden Attilio Bignasca in den Nationalrat nach; am 11. April 2011 trat er aus dem Nationalrat zurück.
Am 10. April 2011 wurde er als Staatsrat des Kanton Tessins gewählt und übernahm die Leitung des Departementes für Inneres, Justiz und Polizei. Seit Oktober 2007 ist der beruflich im Marketing tätige Gobbi überdies Verwaltungsrat des Eishockey-Klubs HC Ambrì-Piotta. Im November 2015 nominierte ihn die SVP-Fraktion der Bundesversammlung als offiziellen Kandidaten für die Bundesratswahl 2015, bei welcher er jedoch am 9. Dezember 2015 gegen Guy Parmelin unterlag. Er vertritt eine harte Haltung zum Thema Migration. Im Militärdienst erreichte er den Grad Oberst der Schweizer Armee.
Gobbi ist verheiratet und hat zwei Kinder.